# Cisterna de la Coma del Sordet
La Cisterna de la Coma del Sordet és una obra de Salomó (Tarragonès) inclosa a l'Inventari del Patrimoni Arquitectònic de Catalunya.

## Descripció
La cisterna està situada al paratge conegut com la Coma del Sordet a l'oest del terme municipal de Salomó. L'antiga cisterna és de planta rectangular i els murs són de ciment. La coberta és de volta i feta de maons. L'accés es realitza a través d'una porta rectangular a la façana de llevant. La cisterna s'utilitza com a magatzem d'estris del camp.

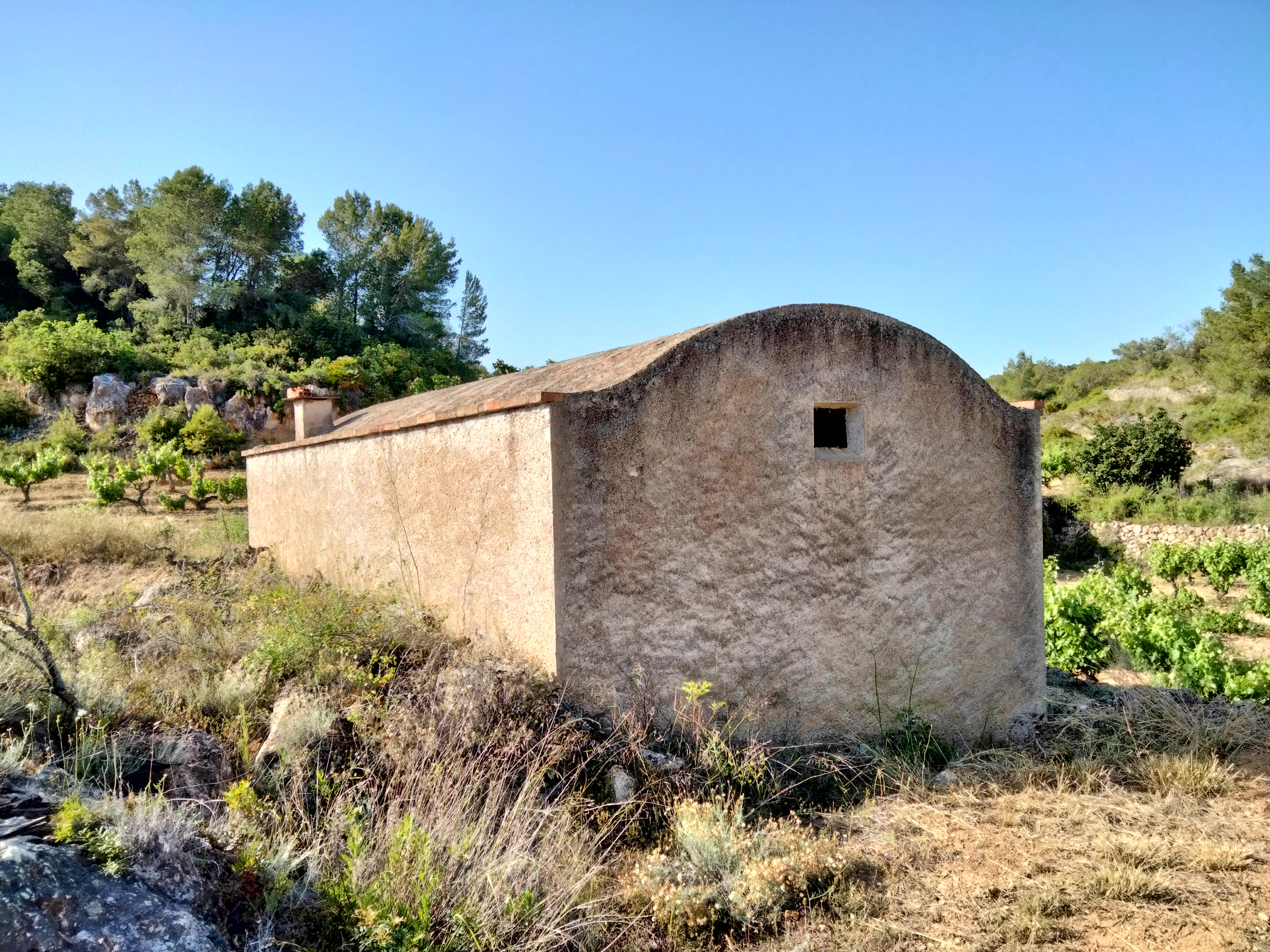
La cisterna, per darrere

Prop de la cisterna hi ha un pou de planta rectangular fet de ciment amb coberta de maons a dues vessants i les restes d'un safareig de pedra.